# Tyleria silvana
Tyleria silvana là một loài thực vật có hoa trong họ Ochnaceae. Loài này được Maguire miêu tả khoa học đầu tiên năm 1972.